# Maurice Wignall
Maurice Andre Wignall (Saint Andrew, 17 april 1976) is een Jamaicaanse hordeloper. In deze discipline werd hij meervoudig Jamaicaans kampioen en Centraal-Amerikaans en Caribisch kampioen. Hij is ook een sterk verspringer, getuige zijn nationale titel in 1999, meerdere medailles op de Carifta Games en zijn PR van 8,09 m.

## Loopbaan
Zijn internationale doorbraak maakte Wignall op de wereldkampioenschappen van 1997 in Athene. Hier sprong hij zijn persoonlijk record van 8,09, hetgeen niet voldoende was voor een finaleplaats.
Op relatief late leeftijd werd hij een succesvol hordeloper. Zijn grootste prestaties behaalde hij op de Gemenebestspelen. In 2002 won hij hierbij een bronzen medaille en in 2006 zelfs een gouden medaille.
Op de wereldindoorkampioenschappen van 2004 in Boedapest won hij een bronzen medaille op de 60 m horden. Op de Olympische Spelen van 2004 in Athene viste hij met een vierde plaats in 13,21 op de 110 m horden net achter de medailles. Hij kwam een honderdste tekort voor het brons, dat nu de Cubaan Anier García mee naar huis nam, terwijl hij in de halve finale het Jamaicaanse record verbeterde naar 13,17. Aan het einde van dit jaar won hij een zilveren medaille bij de wereldatletiekfinale in Monaco.

## Titels
- Centraal-Amerikaans en Caribisch kampioen 110 m horden - 2001
- Gemenebestkampioen 110 m horden - 2006
- Jamaicaans kampioen 110 m horden - 1997, 1999, 2001, 2002, 2003, 2004, 2005
- Jamaicaans kampioen verspringen - 1999
- NCAA-kampioen verspringen - 1999

## Persoonlijke records
Outdoor
| Onderdeel    | Prestatie              | Datum            | Plaats |
| ------------ | ---------------------- | ---------------- | ------ |
| 110 m horden | 13,17 s (ex-nat. rec.) | 26 augustus 2004 | Athene |
| verspringen  | 8,09 m                 | 3 augustus 1997  | Athene |

Indoor
| Onderdeel   | Prestatie          | Datum            | Plaats     |
| ----------- | ------------------ | ---------------- | ---------- |
| 50 m horden | 6,63 s             | 21 februari 2008 | Stockholm  |
| 60 m horden | 7,48 s (nat. rec.) | 6 maart 2004     | Boedapest  |
| verspringen | 8,00 m             | 26 februari 1999 | Blacksburg |

## Palmares

### 60 m horden
- 2004:  WK indoor - 7,48 s
- 2006: 4e WK indoor - 7,52 s
- 2010: 6e WK indoor - 7,60 s

### 110 m horden
Kampioenschappen
- 1993:  Carifta Games U20 - 14,83 s
- 1994:  Carifta Games U20 - 15,01 s
- 1995:  Carifta Games U20 - 14,44 s
- 1995:  Pan-Amerikaanse jeugdkamp. - 14,00 s
- 1997:  Centraal-Amerikaanse en Caribische kamp. - 13,78 s (wind)
- 2001:  Centraal-Amerikaanse en Caribische kamp. - 13,76 s
- 2001: 5e Universiade - 13,70 s
- 2002:  Gemenebestspelen - 13,62 s
- 2004: 4e OS - 13,21 s
- 2004:  Wereldatletiekfinale - 13,19 s
- 2005: 7e WK - 13,47 s
- 2005: 5e Wereldatletiekfinale - 13,20 s
- 2006:  Gemenebestspelen - 13,26 s
- 2007: 8e WK - 13,39 s

Golden League-podiumplekken
- 2004:  ISTAF – 13,27 s

### verspringen
- 1993:  Carifta Games U20 - 7,13 m
- 1994:  Carifta Games U20 - 7,49 m
- 1995:  Carifta Games U20 - 7,78 m (wind)

### hink-stap-springen
- 1995:  Carifta Games U20 - 15,24 m